# Draft NFL 2012
Il Draft NFL 2012 si è svolto dal 26 al 28 aprile 2012.
L'ordine del draft è costituito in questo modo: per le prime venti squadre che non si sono qualificate per i play-off viene invertito l'ordine della stagione regolare 2011, quindi dalla squadra che ha ottenuto meno vittorie a quella con più vittorie, poi a seguire si aggiungono le squadre in base al turno in cui sono state eliminate ai playoff, fino ad arrivare alle ultime due scelte (31ª e 32ª) che sono assegnate rispettivamente alla perdente e alla vincente del Super Bowl XLVI.
In caso di parità di vittorie si tiene conto come prima cosa la difficoltà del calendario che le squadre con lo stesso numero di vittorie hanno dovuto affrontare. In caso di ulteriore parità si considera il numero delle vittorie raggiunte all'interno della propria division o conference. Se la parità persiste la decisione viene presa con il lancio della monetina.
Andrew Luck era visto come il miglior prospetto di questo draft da diversi analisti. Alcuni tifosi consigliarono alle rispettive squadre di perdere appositamente per migliorare le proprie possibilità di scegliere Luck nel Draft (operazione chiamata "suck for Luck" cioè "fare schifo per (avere) Luck). Gli Indianapolis Colts vinsero la "Luck sweepstakes" (traduzione: Lotteria Luck ) con un record di 2-14.
| C  | Centro            |    | CB               | Cornerback |                  | DB | Defensive back    |  | DE | Defensive end |
| DL | Defensive lineman | DT | Defensive tackle | FB         | Fullback         | FS | Free safety       |  |    |               |
| G  | Guardia           | HB | Halfback         | K          | Placekicker      | KR | Kick returner     |  |    |               |
| LB | Linebacker        | LS | Long snapper     | OT         | Offensive tackle | OL | Offensive lineman |  |    |               |
| NT | Nose tackle       | P  | Punter           | PR         | Punt returner    | QB | Quarterback       |  |    |               |
| RB | Running back      | S  | Safety           | SS         | Strong safety    | TB | Tailback          |  |    |               |
| TE | Tight end         | WR | Wide receiver    |            |                  |    |                   |  |    |               |

## Primo giro
Nella tabella seguente è illustrato l'ordine del 1º round che si tenne il 26 aprile a partire dalle ore 20:00 EST, le 2.00 italiane.
|  | = Pro Bowler |

| Scelta | Franchigia           | Record | Giocatore          | Posizione          | Università        |
| ------ | -------------------- | ------ | ------------------ | ------------------ | ----------------- |
| 1      | Indianapolis Colts   | 2-14   | Andrew Luck        | Quarterback        | Stanford          |
| 2      | Washington Redskins  | 5-11   | Robert Griffin III | Quarterback        | Baylor            |
| 3      | Cleveland Browns     | 3-13   | Trent Richardson   | Running back       | Alabama           |
| 4      | Minnesota Vikings    | 4-12   | Matt Kalil         | Offensive tackle   | USC               |
| 5      | Jacksonville Jaguars | 5-11   | Justin Blackmon    | Wide receiver      | Oklahoma State    |
| 6      | Dallas Cowboys       | 8-8    | Morris Claiborne   | Cornerback         | LSU               |
| 7      | Tampa Bay Buccaneers | 4-12   | Mark Barron        | Safety             | Alabama           |
| 8      | Miami Dolphins       | 6-10   | Ryan Tannehill     | Quarterback        | Texas A&M         |
| 9      | Carolina Panthers    | 6-10   | Luke Kuechly       | Linebacker         | Boston College    |
| 10     | Buffalo Bills        | 6-10   | Stephon Gilmore    | Cornerback         | South Carolina    |
| 11     | Kansas City Chiefs   | 7-9    | Dontari Poe        | Defensive tackle   | Memphis           |
| 12     | Philadelphia Eagles  | 8-8    | Fletcher Cox       | Defensive tackle   | Mississippi State |
| 13     | Arizona Cardinals    | 8-8    | Michael Floyd      | Wide receiver      | Notre Dame        |
| 14     | St. Louis Rams       | 2-14   | Michael Brockers   | Defensive tackle   | LSU               |
| 15     | Seattle Seahawks     | 7-9    | Bruce Irvin        | Defensive end      | West Virginia     |
| 16     | New York Jets        | 8-8    | Quinton Coples     | Defensive end      | North Carolina    |
| 17     | Cincinnati Bengals   | 8-8    | Dre Kirkpatrick    | Cornerback         | Alabama           |
| 18     | San Diego Chargers   | 8-8    | Melvin Ingram      | Outside linebacker | Carolina del Sud  |
| 19     | Chicago Bears        | 8-8    | Shea McClellin     | Defensive end      | Boise State       |
| 20     | Tennessee Titans     | 9-7    | Kendall Wright     | Wide receiver      | Baylor            |
| 21     | New England Patriots | 13-3   | Chandler Jones     | Defensive end      | Syracuse          |
| 22     | Cleveland Browns     | 10-6   | Brandon Weeden     | Quarterback        | Oklahoma State    |
| 23     | Detroit Lions        | 10-6   | Riley Reiff        | Offensive tackle   | Iowa              |
| 24     | Pittsburgh Steelers  | 12-4   | David DeCastro     | Guard              | Stanford          |
| 25     | New England Patriots | 8-8    | Dont'a Hightower   | Linebacker         | Alabama           |
| 26     | Houston Texans       | 10-6   | Whitney Mercilus   | Defensive end      | Illinois          |
| 27     | Cincinnati Bengals   | 9-7    | Kevin Zeitler      | Guard              | Wisconsin         |
| 28     | Green Bay Packers    | 15-1   | Nick Perry         | Linebacker         | USC               |
| 29     | Minnesota Vikings    | 3-13   | Harrison Smith     | Safety             | Notre Dame        |
| 30     | San Francisco 49ers  | 13-3   | A.J. Jenkins       | Wide receiver      | Illinois          |
| 31     | Tampa Bay Buccaneers | 4-12   | Doug Martin        | Running back       | Boise State       |
| 32     | New York Giants      | 9-7    | David Wilson       | Running back       | Virginia Tech     |

## Secondo giro
| Scelta | Franchigia           | Giocatore         | Posizione | Università       |
| ------ | -------------------- | ----------------- | --------- | ---------------- |
| 33     | St. Louis Rams       | Brian Quick       | WR        | SoCon            |
| 34     | Indianapolis Colts   | Coby Fleener      | TE        | Stanford         |
| 35     | Baltimore Ravens     | Courtney Upshaw   | LB        | Alabama          |
| 36     | Denver Broncos       | Derek Wolfe       | DT        | Cincinnati       |
| 37     | Cleveland Browns     | Mitchell Schwartz | OT        | California       |
| 38     | Jacksonville Jaguars | Andre Branch      | DE        | Clemson          |
| 39     | St. Louis Rams       | Janoris Jenkins   | CB        | North Alabama    |
| 40     | Carolina Panthers    | Amini Silatolu    | G         | Midwestern State |
| 41     | Buffalo Bills        | Cordy Glenn       | OT        | Georgia          |
| 42     | Miami Dolphins       | Jonathan Martin   | OT        | Stanford         |
| 43     | New York Jets        | Stephen Hill      | WR        | Georgia Tech     |
| 44     | Kansas City Chiefs   | Jeff Allen        | G         | Illinois         |
| 45     | Chicago Bears        | Alshon Jeffery    | WR        | South Carolina   |
| 46     | Philadelphia Eagles  | Mychal Kendricks  | LB        | California       |
| 47     | Seattle Seahawks     | Bobby Wagner      | LB        | Utah State       |
| 48     | New England Patriots | Tavon Wilson      | S         | Illinois         |
| 49     | San Diego Chargers   | Kendall Reyes     | DT        | Connecticut      |
| 50     | St. Louis Rams       | Isaiah Pead       | RB        | Cincinnati       |
| 51     | Green Bay Packers    | Jerel Worthy      | DT        | Michigan State   |
| 52     | Tennessee Titans     | Zach Brown        | LB        | North Carolina   |
| 53     | Cincinnati Bengals   | Devon Still       | DT        | Penn State       |
| 54     | Detroit Lions        | Ryan Broyles      | WR        | Oklahoma         |
| 55     | Atlanta Falcons      | Peter Konz        | C         | Wisconsin        |
| 56     | Pittsburgh Steelers  | Mike Adams        | OT        | Ohio State       |
| 57     | Denver Broncos       | Brock Osweiler    | QB        | Arizona          |
| 58     | Tampa Bay Buccaneers | Lavonte David     | LB        | Nebraska         |
|        | New Orleans Saints   | Revocata          |           |                  |
| 59     | Philadelphia Eagles  | Vinny Curry       | DE        | Marshall         |
| 60     | Baltimore Ravens     | Kelechi Osemele   | G         | Iowa State       |
| 61     | San Francisco 49ers  | LaMichael James   | RB        | Oregon           |
| 62     | Green Bay Packers    | Casey Hayward     | CB        | Iowa State       |
| 63     | New York Giants      | Rueben Randle     | WR        | Iowa State       |

## Terzo giro
| Scelta | Franchigia           | Giocatore         | Posizione | Università            |
| ------ | -------------------- | ----------------- | --------- | --------------------- |
| 64     | Indianapolis Colts   | Dwayne Allen      | TE        | Clemson               |
| 65     | St. Louis Rams       | Trumaine Johnson  | CB        | Montana               |
| 66     | Minnesota Vikings    | Josh Robinson     | CB        | Central Florida       |
| 67     | Denver Broncos       | Ronnie Hillman    | RB        | San Diego State       |
| 68     | Houston Texans       | DeVier Posey      | WR        | Ohio State            |
| 69     | Buffalo Bills        | T.J. Graham       | WR        | NC State              |
| 70     | Jacksonville Jaguars | Bryan Anger       | P         | California            |
| 71     | Washington Redskins  | Josh LeRibeus     | G         | Southern Methodist    |
| 72     | Miami Dolphins       | Olivier Vernon    | DE        | Miami                 |
| 73     | San Diego Chargers   | Brandon Taylor    | S         | LSU                   |
| 74     | Kansas City Chiefs   | Donald Stephenson | OT        | Oklahoma              |
| 75     | Seattle Seahawks     | Russell Wilson    | QB        | Wisconsin             |
| 76     | Houston Texans       | Brandon Brooks    | G         | Miami (Ohio)          |
| 77     | New York Jets        | Demario Davis     | LB        | Arkansas State        |
|        | Oakland Raiders      | Rinuncia          |           |                       |
| 78     | Miami Dolphins       | Michael Egnew     | TE        | Missouri              |
| 79     | Chicago Bears        | Brandon Hardin    | S         | Oregon State          |
| 80     | Arizona Cardinals    | Jamell Fleming    | CB        | Alabama               |
| 81     | Dallas Cowboys       | Tyrone Crawford   | DE        | Boise State           |
| 82     | Tennessee Titans     | Mike Martin       | DT        | Michigan              |
| 83     | Cincinnati Bengals   | Mohamed Sanu      | WR        | Rutgers               |
| 84     | Baltimore Ravens     | Bernard Pierce    | RB        | Temple                |
| 85     | Detroit Lions        | Dwight Bentley    | CB        | Louisiana-Lafayette   |
| 86     | Pittsburgh Steelers  | Sean Spence       | DT        | Miami                 |
| 87     | Cleveland Browns     | John Hughes       | DT        | Cincinnati            |
| 88     | Philadelphia Eagles  | Nick Foles        | QB        | Arizona               |
| 89     | New Orleans Saints   | Akiem Hicks       | DT        | Regina                |
| 90     | New England Patriots | Jake Bequette     | DE        | Arkansas              |
| 91     | Atlanta Falcons      | Lamar Holmes      | OT        | Southern Miss         |
| 92     | Indianapolis Colts   | T.Y. Hilton       | WR        | Florida International |
| 93     | Cincinnati Bengals   | Brandon Thompson  | DT        | Clemson               |
| 94     | New York Giants      | Jayron Hosley     | CB        | Virginia Tech         |
| 95     | Oakland Raiders      | Tony Bergstrom    | G         | Utah                  |

## Quarto giro
| Scelta | Franchigia           | Giocatore             | Posizione | Università           |
| ------ | -------------------- | --------------------- | --------- | -------------------- |
| 96     | St. Louis Rams       | Chris Givens          | WR        | Wake Forest          |
| 97     | Miami Dolphins       | Lamar Miller          | RB        | Miami                |
| 98     | Baltimore Ravens     | Gino Gradkowski       | G         | Delaware             |
| 99     | Houston Texans       | Ben Jones             | C         | Georgia              |
| 100    | Cleveland Browns     | Travis Benjamin       | WR        | Miami                |
| 101    | Denver Broncos       | Omar Bolden           | CB        | Arizona State        |
| 102    | Washington Redsksins | Kirk Cousins          | QB        | Michigan State       |
| 103    | Carolina Panthers    | Frank Alexander       | DE        | Oklahoma             |
| 104    | Carolina Panthers    | Joe Adams             | WR        | Arkansas             |
| 105    | Buffalo Bills        | Nigel Bradham         | LB        | Florida State        |
| 106    | Seattle Seahawks     | Robert Turbin         | RB        | Utah State           |
| 107    | Kansas City Chiefs   | Devon Wylie           | WR        | Fresno state         |
| 108    | Denver Broncos       | Philip Blake          | C         | Baylor               |
| 109    | Pittsburgh Steelers  | Alameda Ta'amu        | DT        | Washington           |
| 110    | San Diego Chargers   | Ladarius Green        | TE        | Louisiana-Lafayette  |
| 111    | Chicago Bears        | Evan Rodriguez        | TE        | Temple               |
| 112    | Arizona Cardinals    | Bobby Massie          | OT        | Mississippi          |
| 113    | Dallas Cowboys       | Kyle Wilber           | LB        | Wake Forest          |
| 114    | Seattle Seahawks     | Jaye Howard           | DT        | Florida              |
| 115    | Tennessee Titans     | Coty Sensabaugh       | CB        | Clemson              |
| 116    | Cincinnati Bengals   | Orson Charles         | TE        | Georgia              |
| 117    | San Francisco 49ers  | Joe Looney            | G         | Wake Forest          |
| 118    | Minnesota Vikings    | Jarius Wright         | WR        | Arkansas             |
| 119    | Washington Redskins  | Keenan Robinson       | LB        | Texas                |
| 120    | Cleveland Browns     | James-Michael Johnson | LB        | Nevada               |
| 121    | Houston Texans       | Keshawn Martin        | WR        | Michigan State       |
| 122    | New Orleans Saints   | Nick Toon             | WR        | Wisconsin            |
| 123    | Philadephia Eagles   | Brandon Boykin        | CB        | Georgia              |
| 124    | Buffalo Bills        | Ron Brooks            | CB        | LSU                  |
| 125    | Detroit Lions        | Ronnell Lewis         | LB        | Oklahoma             |
| 126    | Houston Texans       | Jared Crick           | DE        | Nebraska             |
| 127    | New York Giants      | Adrien Robinson       | TE        | Cincinnati           |
| 128^   | Minnesota Vikings    | Rhett Ellison         | FB        | USC                  |
| 129^   | Oakland Raiders      | Miles Burris          | LB        | San Diego State      |
| 130^   | Baltimore Ravens     | Christian Thompson    | S         | North Carolina State |
| 131^   | New York Giants      | Brandon Mosley        | OT        | Auburn               |
| 132^   | Green Bay Packers    | Mike Daniels          | DT        | Iowa                 |
| 133^   | Green Bay Packers    | Jerron McMillian      | S         | Maine                |
| 134^   | Minnesota Vikings    | Greg Childs           | WR        | Arkansas             |
| 135^   | Dallas Cowboys       | Matt Johnson          | S         | Eastern Washington   |

^ = Le scelte dalla 128 alla 135 sono compensatorie.

## Quinto giro
| Scelta | Franchigia           | Giocatore          | Posizione | Università        |
| ------ | -------------------- | ------------------ | --------- | ----------------- |
| 136    | Indianapolis Colts   | Josh Chapman       | DT        | Alabama           |
| 137    | Denver Broncos       | Malik Jackson      | DE        | Tennessee         |
| 138    | Detroit Lions        | Tahir Whitehead    | LB        | Temple            |
| 139    | Minnesota Vikings    | Robert Blanton     | S         | Notre dame        |
| 140    | Tampa Bay Buccaneers | Najee Goode        | LB        | West Virginia     |
| 141    | Washington Redskins  | Adam Gettis        | G         | Iowa              |
| 142    | Jacksonville Jaguars | Brandon Marshall   | LB        | Nevada            |
| 143    | Carolina Panthers    | Josh Norman        | CB        | Coastal Carolina  |
| 144    | Buffalo Bills        | Zebrie Sanders     | OT        | Florida State     |
| 145    | Tennessee Titans     | Taylor Thompson    | DE        | SMU               |
| 146    | Kansas City Chiefs   | DeQuan Menzie      | CB        | Alabama           |
| 147    | Buffalo Bills        | Tank Carder        | LB        | TCU               |
| 148    | Detroit Lions        | Chris Greenwood    | CB        | Albion            |
| 149    | San Diego Chargers   | Johnnie Troutman   | G         | Penn State        |
| 150    | St. Louis Rams       | Rokevious Watkins  | G         | South Carolina    |
| 151    | Arizona Cardinals    | Senio Kelemete     | G         | Washington        |
| 152    | Dallas Cowboys       | Danny Coale        | WR        | Virginia Tech     |
| 153    | Philadelphia Eagles  | Dennis Kelly       | OT        | Purdue            |
| 154    | Seattle Seahawks     | Korey Toomer       | LB        | Idaho             |
| 155    | Miami Dolphins       | Josh Kaddu         | LB        | Oregon            |
| 156    | Cincinnati Bengals   | Shaun Prater       | CB        | Iowa              |
| 157    | Atlanta Falcons      | Bradie Ewing       | FB        | Wisconsin         |
| 158    | Oakland Raiders      | Jack Crawford      | DE        | Penn State        |
| 159    | Pittsburgh Steelers  | Chris Rainey       | RB        | Florida           |
| 160    | Cleveland Browns     | Ryan Miller        | G         | Colorado          |
| 161    | Houston Texans       | Randy Bullock      | K         | Texas A&M         |
| 162    | New Orleans Saints   | Corey White        | S         | Samford           |
| 163    | Green Bay Packers    | Terrell Manning    | LB        | NC State          |
| 164    | Atlanta Falcons      | Jonathan Massaquoi | DE        | Troy              |
| 165    | San Francisco 49ers  | Darius Fleming     | LB        | Notre Dame        |
| 166    | Cincinnati Bengals   | Marvin Jones       | WR        | California        |
| 167    | Cincinnati Bengals   | George Iloka       | S         | Boise Sate        |
| 168^   | Oakland Raiders      | Juron Criner       | WR        | Arizona           |
| 169^   | Baltimore Ravens     | Asa Jackson        | CB        | Cal Poly          |
| 170^   | Indianapolis Colts   | Vick Ballard       | RB        | Mississippi state |

^ = Le scelte dalla 168 alla 170 sono compensatorie.

## Sesto giro
| Scelta | Franchigia           | Giocatore          | Posizione | Università         |
| ------ | -------------------- | ------------------ | --------- | ------------------ |
| 171    | St. Louis Rams       | Greg Zuerlein      | K         | Missouri Western   |
| 172    | Seattle Seahawks     | Jeremy Lane        | CB        | Northwestern State |
| 173    | Washington Redskins  | Alfred Morris      | RB        | Florida Atlantic   |
| 174    | Tampa Bay Buccaneers | Keith Tandy        | CB        | West Virginia      |
| 175    | Minnesota Vikings    | Blair Walsh        | K         | Georgia            |
| 176    | Jacksonville Jaguars | Mike Harris        | CB        | Florida State      |
| 177    | Arizona Cardinals    | Justin Bethel      | S         | Presbyterian       |
| 178    | Buffalo Bills        | Mark Asper         | G         | Oregon             |
| 179    | New Orleans Saints   | Andrew Tiller      | G         | Syracuse           |
| 180    | San Francisco 49ers  | Trenton Robinson   | S         | Michigan State     |
| 181    | Seattle Seahawks     | Winston Guy        | S         | Kentucky           |
| 182    | Kansas City Chiefs   | Cyrus Gray         | RB        | Texas A&M          |
| 183    | Miami Dolphins       | B.J. Cunningham    | WR        | Michigan State     |
| 184    | Chicago Bears        | Isaiah Frey        | CB        | Nevada             |
| 185    | Arizona Cardinals    | Ryan Lindley       | QB        | San Diego State    |
| 186    | Dallas Cowboys       | James Hanna        | TE        | Oklahoma           |
| 187    | New York Jets        | Josh Bush          | S         | Wake Forest        |
| 188    | Denver Broncos       | Danny Trevathan    | LB        | Kentucky           |
| 189    | Oakland Raiders      | Christo Bilukidi   | DT        | Georgia State      |
| 190    | Tennessee Titans     | Markelle Martin    | S         | Oklahoma State     |
| 191    | Cincinnati Bengals   | Dan Herron         | RB        | Ohio State         |
|        | Detroit Lions        | Rinuncia           |           |                    |
| 192    | Atlanta Falcons      | Charles Mitchell   | S         | Mississippi State  |
| 193    | Washington Redskins  | Tom Compton        | OT        | South Dakota       |
| 194    | Philadelphia Eagles  | Marvin McNutt      | WR        | Iowa               |
| 195    | Houston Texans       | Nick Mondek        | OT        | Purdue             |
| 196    | Detroit Lions        | Jonte Green        | CB        | New Mexico State   |
| 197    | New England Patriots | Nate Ebner         | CB        | Ohio State         |
| 198    | Baltimore Ravens     | Tommy Streeter     | WR        | Miami              |
| 199    | San Francisco 49ers  | Jason Slowey       | OT        | Western Oregon     |
| 200    | Philadelphia Eagles  | Brandon Washington | G         | Florida            |
| 201    | New York Giants      | Matt McCants       | OT        | UAB                |
| 202^   | New York Jets        | Terrance Ganaway   | RB        | Bailor             |
| 203^   | New York Jets        | Robert Griffin     | G         | Baylor             |
| 204^   | Cleveland Browns     | Emmanuel Acho      | LB        | Texas              |
| 205^   | Cleveland Browns     | Billy Winn         | DT        | Boise State        |
| 206^   | Indianapolis Colts   | LaVon Brazill      | WR        | Ohio               |
| 207^   | Carolina Panthers    | Brad Nortman       | P         | Wisconsin          |

^ = Le scelte dalla 202 alla 207 sono compensatorie.

## Settimo giro
| Scelta | Franchigia           | Giocatore          | Posizione | Università        |
| ------ | -------------------- | ------------------ | --------- | ----------------- |
| 208    | Indianapolis Colts   | Justin Anderson    | G         | Georgia           |
| 209    | St. Louis Rams       | Aaron Brown        | LB        | Hawaii            |
| 210    | Minnesota Vikings    | Audie Cole         | LB        | NC State          |
| 211    | Tennessee Titans     | Scott Solomon      | DE        | Rice              |
| 212    | Tampa Bay Buccaneers | Michael Smith      | RB        | Utah State        |
| 213    | Washington Redskins  | Richard Crawford   | CB        | SMU               |
| 214    | Indianapolis Colts   | Tim Fugger         | LB        | Vanderbilt        |
| 215    | Miami Dolphins       | Kheeston Randall   | DT        | Texas             |
| 216    | Carolina Panthers    | D.J. Campbell      | S         | California        |
| 217    | Washington Redskins  | Jordan Bernstine   | CB        | Iowa              |
| 218    | Kansas City Chiefs   | Jerome Long        | DT        | San Diego         |
| 219    | Minnesota Vikings    | Trevor Guyton      | DE        | California        |
| 220    | Chicago Bears        | Greg McCoy         | CB        | TCU               |
| 221    | Arizona Cardinals    | Nate Potter        | OT        | Boise State       |
| 222    | Dallas Cowboys       | Caleb McSurdy      | ILB       | Montana           |
| 223    | Detroit Lions        | Travis Lewis       | OLB       | Oklahoma          |
| 224    | New England Patriots | Alfonzo Dennard    | CB        | Nebraska          |
| 225    | Seattle Seahawks     | J.R. Sweezy        | DE        | NC State          |
| 226    | San Diego Chargers   | David Molk         | C         | Michigan          |
| 227    | Miami Dolphins       | Rishard Matthews   | WR        | Nevada            |
| 228    | Jacksonville Jaguars | Jeris Pendleton    | DT        | Ashland           |
| 229    | Philadelphia Eagles  | Bryce Brown        | RB        | Kansas State      |
| 230    | Oakland Raiders      | Nathan Stupar      | OLB       | Penn State        |
| 231    | Pittsburgh Steelers  | Toney Clemons      | WR        | Colorado          |
| 232    | Seattle Seahawks     | Greg Scruggs       | DE        | Louisville        |
| 233    | Tampa Bay Buccaneers | Drake Dunsmore     | DE        | Northwestern      |
| 234    | New Orleans Saints   | Marcel Jones       | OT        | Nebraska          |
| 235    | New England Patriots | Jeremy Ebert       | WR        | Northwestern      |
| 236    | Baltimore Ravens     | DeAngelo Tyson     | DT        | Georgia           |
| 237    | San Francisco 49ers  | Cam Johnson        | DE        | Virginia          |
| 238    | Kansas City Chiefs   | Junior Hemingway   | WR        | Michigan          |
| 239    | New York Giants      | Markus Kuhn        | DT        | NC State          |
| 240    | Pittsburgh Steelers  | David Paulson      | TE        | Oregon            |
| 241    | Green Bay Packers    | Andrew Datko       | OT        | Florida State     |
| 242    | New York Jets        | Antonio Allen      | S         | South Carolina    |
| 243    | Green Bay Packers    | B.J. Coleman       | QB        | Chattanooga       |
| 244    | New York Jets        | Jordan White       | WR        | Western Michigan  |
| 245    | Cleveland Browns     | Trevin Wade        | CB        | Arizona           |
| 246    | Pittsburgh Steelers  | Terrence Frederick | CB        | Texas A&M         |
| 247    | Cleveland Browns     | Brad Smelley       | TE        | Alabama           |
| 248    | Pittsburgh Steelers  | Kelvin Beachum     | G         | SMU               |
| 249    | Atlanta Falcons      | Travian Robertson  | DT        | South Carolina    |
| 250    | San Diego Chargers   | Edwin Baker        | RB        | Michigan State    |
| 251    | Buffalo Bills        | John Potter        | K         | Western Michigan  |
| 252    | St. Louis Rams       | Daryl Richardson   | RB        | Abilene Christian |
| 253    | Indianapolis Colts   | Chandler Harnish   | QB        | Northern Illinois |

## Giocatori non scelti degni di nota
| Squadra originaria   | Giocatore        | Posizione | Università               |
| -------------------- | ---------------- | --------- | ------------------------ |
| Kansas City Chiefs   | Nate Eachus      | FB        | Colgate                  |
| Houston Texans       | Case Keenum      | QB        | Houston                  |
| Detroit Lions        | Kellen Moore     | QB        | Boise State              |
| Philadelphia Eagles  | Jacory Harris    | QB        | Miami                    |
| Green Bay Packers    | Dezman Moses     | LB        | Tulane                   |
| Green Bay Packers    | Greg Van Roten   | G         | Penn Quakers             |
| Philadelphia Eagles  | Chris Polk       | RB        | Washington               |
| Cincinnati Bengals   | Vontaze Burfict  | LB        | Arizona State            |
| Houston Texans       | Dwight Jones     | WR        | North Carolina           |
| Washington Redskins  | Chase Minnifield | CB        | Virginia                 |
| Jacksonville Jaguars | Mike Brewster    | C         | Ohio State               |
| Tampa Bay Buccaneers | Leonard Johnson  | CB        | Iowa State               |
| Kansas City Chiefs   | Alex Tanney      | QB        | Monmouth College         |
| Atlanta Falcons      | James Rodgers    | WR        | Oregon State             |
| New England Patriots | Jeff Demps       | RB        | Florida                  |
| Oakland Raiders      | Rod Streater     | WR        | Temple                   |
| Atlanta Falcons      | Dominique Davis  | QB        | East Carolina University |
| New York Jets        | G.J. Kinne       | QB        | Tulsa                    |
| St. Louis Rams       | Austin Davis     | QB        | Southern Mississippi     |
| Pittsburgh Steelers  | Marquis Maze     | WR        | Alabama                  |
| Indianapolis Colts   | Griff Whalen     | WR        | Stanford                 |
| Baltimore Ravens     | Justin Tucker    | K         | Texas                    |
| New England Patriots | Brandon Bolden   | RB        | Mississippi              |